# Chiastocheta setifera
Chiastocheta setifera är en tvåvingeart som beskrevs av Willi Hennig 1953. Chiastocheta setifera ingår i släktet Chiastocheta och familjen blomsterflugor. Inga underarter finns listade i Catalogue of Life.